# Latvajärvi (sjö i Finland, Norra Karelen)
Latvajärvi är en sjö i Finland. Den ligger i kommunen Kontiolax i landskapet Norra Karelen, i den sydöstra delen av landet, 400 km nordost om huvudstaden Helsingfors. Latvajärvi ligger 132,2 meter över havet. I omgivningarna runt Latvajärvi växer i huvudsak blandskog. Den är 10 meter djup. Arean är 1,16 kvadratkilometer och strandlinjen är 8,26 kilometer lång. Sjön  ingår i Vuoksens huvudavrinningsområde. 